# Maureen Connolly Memorial Dallas 1973
Il Maureen Connolly Memorial Dallas 1973 è stato un torneo di tennis giocato sul sintetico indoor. È stata la 2ª edizione del torneo, che fa parte del Women's International Grand Prix 1973. Si è giocato a Dallas negli USA dal 5 all'11 marzo 1973.

## Campionesse

### Singolare
Virginia Wade ha battuto in finale  Evonne Goolagong con il punteggio di 6–4, 6–1

### Doppio
Evonne Goolagong /  Janet Young hanno battuto in finale  Gail Sherriff /  Virginia Wade con il punteggio di 6–3, 6–2